# Alnus sieboldiana

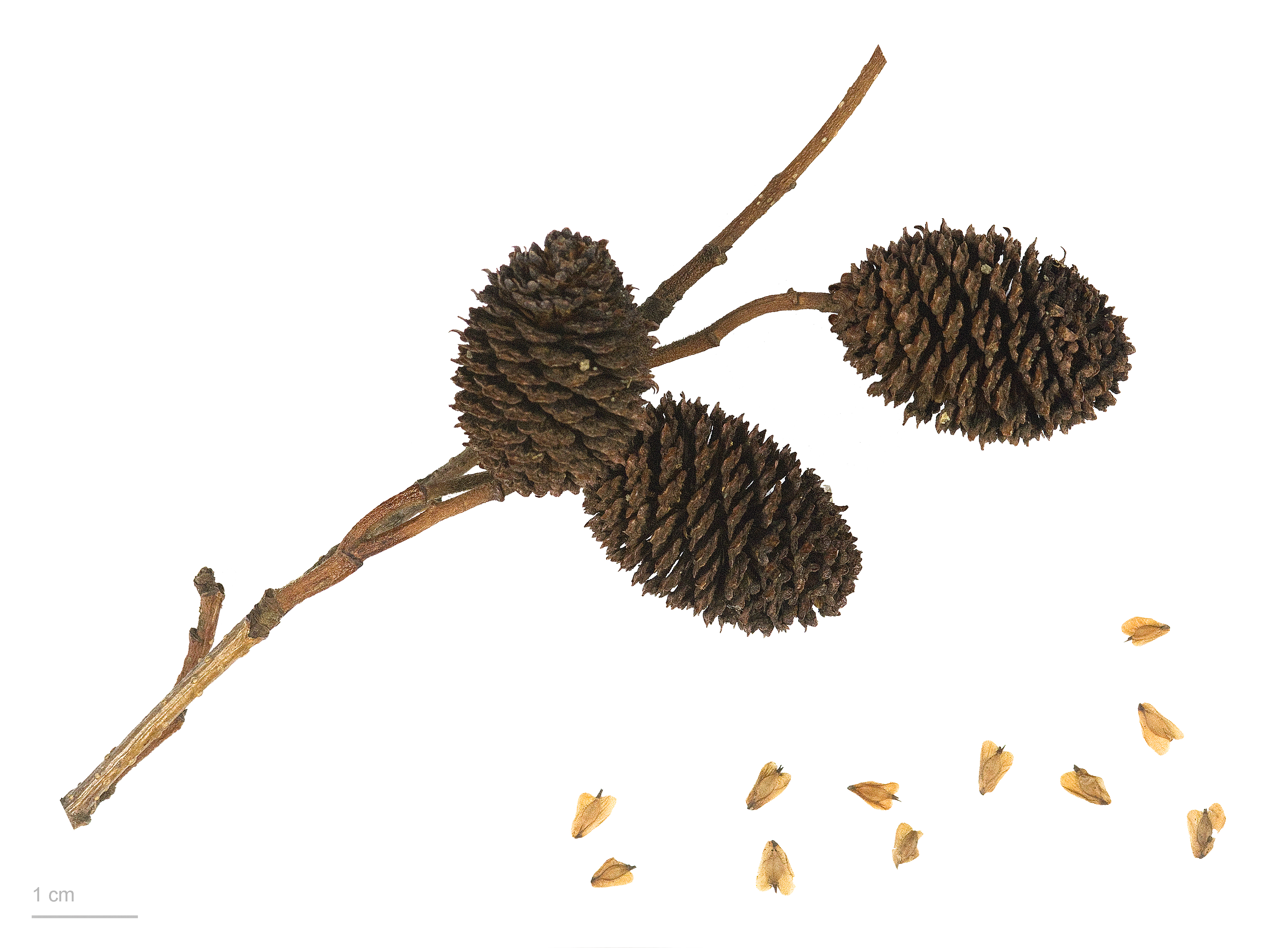
Alnus sieboldiana - MHNT

Alnus sieboldiana es una especie de las betuláceas que se encuentra en Japón en las isalas de Honshū, Shikoku, y Suwanosejima.

## Propiedades
A. sieboldiana contiene elagitaninos alnusiina, tellimagrandin I, pedunculagina, casuarinina, casuariina y 2,3-O-(S)-hexahydroxydiphenoyl-D-glucose.

## Taxonomía
Alnus sieboldiana fue descrita por Ninzō Matsumura y publicado en Journal of the College of Science, Imperial University of Tokyo 16: art. 5. 2, t. 1. 1902.
Etimología
Alnus: nombre genérico del latín clásico para este género.
sieboldiana: epíteto otorgado en honor del botánico Philipp Franz von Siebold.
Sinonimia
- Alnus firma var. sieboldiana (Matsum.) H.J.P.Winkl.
- Alnaster sieboldianus (Matsum.) Murai
- Duschekia sieboldiana (Matsum.) Holub[5]